# Nuez (Zamora)
Nuez es una localidad española del municipio de Trabazos, en la provincia de Zamora y la comunidad autónoma de Castilla y León.
Del paisaje de su término destaca la abundancia de parajes únicos de exuberante vegetación, originados por la humedad y frescor del río, de las diversas riberas y fuentes que se reparten por su geografía. Algunas de las fuentes más populares son «La Grande» o «Romana» y la de «Ricasenda», esta última situada en la plaza que lleva su mismo nombre. Los vecinos de la localidad han aprovechado históricamente sus abundantes recursos hídricos, utilizándolos para el riego de sus huertos y como fuerza para la molienda de los abundantes molinos harineros, de los que se conservan los de «El Ujo» y «Fillival». Más recientemente, y con fines de ocio, se ha habilitado una playa fluvial en el río Manzanas. 

## Situación
Nuez de Aliste se encuentra situado en el oeste de la provincia de Zamora, dentro de la comarca de Aliste y limitando con Portugal, concretamente con su comarca de Trás-os-Montes, de la que le separa el río Manzanas. Nuez está situado a 5 km de Trabazos limitándolo el río Manzanas con Portugal, frente a Quintanilha donde se tocan ambos términos. Esta zona se localiza en el borde occidental de la penillanura zamorano-salmantina, cercana a la sierra de la Culebra.

## Historia

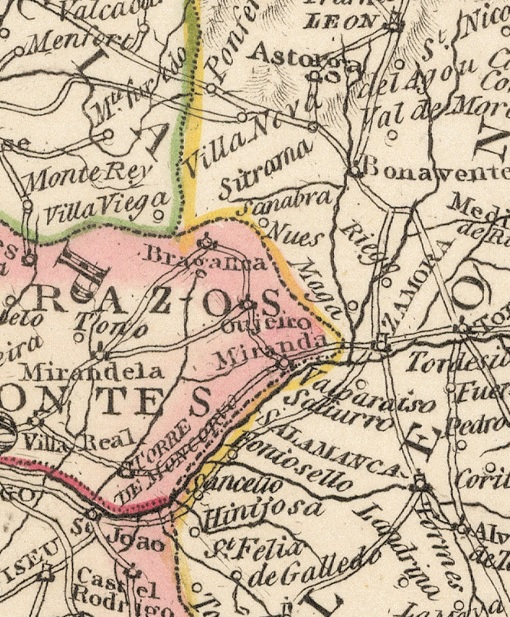
Detalle del mapa "A new map of Spain and Portugal divided into their respective kingdoms and provinces", realizado en 1813 por William Darton, en el que se puede apreciar Nuez, escrito como Nues.

Se han encontrado petroglifos en el paraje de la «Pedra Beneita», situado muy cercano a la frontera con Portugal, y próximo al yacimiento con arte esquemático de «El Pedroso». Se trata de un aﬂoramiento granítico en el que se aprecian numerosos símbolos de difícil interpretación, como serpentiformes, circuliformes u ondas. En todo caso, la existencia del castro del «Castillo de los Frenos», en el que se encontraron escorias, restos de cerámica prerromana y romana, así como útiles de hierro y monedas, atestiguan la presencia prerromana y romana en el territorio de Nuez.
Posteriormente, en la Edad Media estuvo integrado en el Reino de León, hecho que no evitó la existencia de cierto conflicto entre los reinos leonés y portugués en los siglos XII y XIII por el control de esta zona de la frontera.
Ya en la Edad Contemporánea, con la creación de las actuales provincias en 1833, Nuez, aún como municipio independiente, fue adscrito a la provincia de Zamora, dentro de la Región Leonesa, la cual, como todas las regiones españolas de la época, carecía de competencias administrativas. Un año después quedó integrado en el partido judicial de Alcañices, Asimismo, en torno a 1850, Nuez perdió la condición de municipio, pasando a integrarse en el de Trabazos.
En 1983, tras la supresión del partido de partido de Alcañices, Nuez y el resto de localidades del municipio fueron integradas en el Partido Judicial de Zamora. Tras la constitución de 1978, Nuez pasó a formar parte en 1983 de la comunidad autónoma de Castilla y León, en tanto  municipio integrado en la provincia de Zamora.

## Patrimonio
Tuvo tres ermitas (La Cruz, la Magdalena y San Fabián), un hospital y un monasterio de frailes que, como el que existió en Figueruela de Abajo, pertenecía a los monjes de Moreruela de Tábara.
Tiene tres castros, uno de ellos denominado Peñalamora, porque dicen que fue un fuerte moro. Otro está al poniente del río Manzanas y conserva su muro y puerta de entrada. Y el otro está al norte, pasado el arroyo de Carbajostuertos, al que llaman Castillo de fresnos.
En su casco urbano destaca la notable conservación de numerosas edificaciones construidas en el estilo tradicional de la arquitectura alistana. De sus inmuebles, el más notable es la iglesia de La Asunción. Sus fiestas principales son el quince de agosto, pero sus vecinos también viven especialmente la Semana Santa.

## Entorno Natural
El río Manzanas, además de tener carácter transfronterizo, tiene en sus riberas un importante hábitat que ha llevado a que la parte española haya sido declarada Lugar de Importancia Comunitaria bajo el nombre de «Riberas del Río Manzanas y Afluentes». Este reconocimiento deriva de la necesidad de tener que proteger sus riberas por ser el hábitat de una variada fauna salvaje, con especies emblemáticas como lobos, corzos, ciervos, jabalíes y una diversidad de aves, anfibios y peces que disfrutan de este ecosistema privilegiado. Recientemente se han creado y señalizado dos rutas turísticas que permiten su disfrute, una desde Nuez hasta el río y otra la de los arroyos.
Asimismo, en el propio río Manzanas se ha creado una playa fluvial internacional, perteneciente a las localidades de Nuez y Quintanilha. La parte española se sitúa en el pago conocido como La Chanera, donde se encuentra una zona recreativa con una antigua presa natural de piedra y aguas abajo, pegando a ella, se suele habilitar la citada playa con arena traída para ello, ya que durante el invierno la arrastran las avenidas del río.
En cuanto a vegetación, destacan en Nuez sus riberas, de abundante vegetación y gran cantidad de fuentes, que daban trabajo a sus catorce molinos, aunque en la actualidad solo funcionan dos.